# Marian Reniak
Marian Reniak, właściwie Marian Józef Strużyński (ur. 26 kwietnia 1922 w Krakowie, zm. 8 kwietnia 2004 w Warszawie) – członek AK i WiN, będąc tajnym agentem UBP przyczynił się do śmierci osób z podziemia antykomunistycznego, następnie zatrudniony został jako oficer SB MSW. W późniejszym życiu cywilnym – prozaik, scenarzysta filmowy i teatralny.

## Życiorys
Był synem Witolda, inżyniera rolnika, właściciela dwustuhektarowego majątku Zielenice w powiecie miechowskim, i Marii z domu Szwarcenberg (Schwarzenberg) Czerny. Szkołę powszechną ukończył w 1934. W 1939 ukończył Gimnazjum Ogólnokształcące im. Króla Jana Sobieskiego w Krakowie. Jako ochotnik wziął udział w kampanii wrześniowej. W czasie okupacji uczył się w Technikum Handlowym Woronicza. Po wojnie ukończył WSE w Krakowie. W latach 1944–1946 służył w Armii Krajowej oraz w zrzeszeniu Wolność i Niezawisłość. Używał wówczas pseudonimów „Zielony”, „Robert” i „Roman”. Od 1947 był tajnym współpracownikiem Wojewódzkiego Urzędu Bezpieczeństwa Publicznego w Krakowie.
W 1947 dokonał kilku napadów rabunkowych w Krakowie i Bytomiu, co spowodowało, że przez kilkanaście miesięcy był wyeliminowany z sieci agentury krakowskiego WUBP (przez pewien czas poddany obserwacji psychiatrycznej w szpitalu w Kobierzynie), jednak dzięki ujawnieniu prokuratorowi jego związków z Urzędem Bezpieczeństwa uniknął odpowiedzialności karnej. Pod koniec 1948 został ponownie informatorem UBP, tym razem pod pseudonimem „7” (formalnie rejestracja nastąpiła 20 kwietnia 1949 w Wydziale II WUBP w Krakowie). Działał jeszcze pod pseudonimami agenturalnymi: „Karol”, „Robert” i „Teodor”.
Działalność jako agent UB rozpoczął donosami na znanych sobie członków WiN. Nie ma pewności, czy to był początek jego działalności dlatego, iż wcześniej utrzymywał liczne kontakty z milicjantami komendy MO znajdującej się w sąsiedztwie jego miejsca zamieszkania w Krakowie (jeden z milicjantów w 1959 relacjonował, że Strużyński w 1947 sprawiał wrażenie informatora MO, zaś sam Strużyński w 1947 twierdził, że współpracował z dwoma oficerami MO). Brał udział w operacjach UBP mających na celu likwidację poszczególnych oddziałów antykomunistycznego podziemia oraz fizyczną eliminację jej dowódców i żołnierzy. Dzięki jego służbie, jako tajnego współpracownika, zlikwidowano Radę WiN Olkusz (sprawa obiektowa o kryptonimie „Wino”). Donosił również na funkcjonariuszy MO, mających kontakt z podziemiem.
Jako „porucznik Henryk” (pseudonim organizacyjny fikcyjnego członka sztabu Okręgu III ROAK) doprowadził do zniszczenia oddziału „Wiarusów”, który kontynuował działalność oddziałów mjr. Józefa Kurasia „Ognia”. Dwóch żołnierzy „Wiarusów” zostało zastrzelonych w siedzibie WUBP w Krakowie przy Placu Inwalidów (zorientowali się, że nie trafili do konsulatu angielskiego i zaczęli nierówną walkę z funkcjonariuszami UBP), dowódca Stanisław Ludzia „Harnaś” został ranny i ujęty. Skutkiem rozpracowania tego oddziału były cztery wyroki z karą śmierci (wykonane) od sędziów WSR w Krakowie, w tym dla „Harnasia” – właściwie był to mord sądowy. Aresztowano później jeszcze 125 współpracowników oddziału.
W 1949 w Bukowinie agent „7” rozpracował i doprowadził do likwidacji lokalną organizację antykomunistyczną „Samoobrona Chłopska”. Do tej organizacji dotarł za pośrednictwem „Wiarusów”. W 1950 w roli „kpt. Karola” (pseudonim organizacyjny) z rzekomego kierownictwa ośrodka konspiracji doprowadził do aresztowania członków oddziału Józefa Miki „Leszka”. „Leszek” oraz Franciszek Mróz „Bóbr” zostali skazani na karę śmierci. Wyroki wykonano. Dwie pozostałe osoby z karą śmierci, w wyniku rewizji, zostały uniewinnione. Z końcem 1950 jako „kapitan Zbigniew” (ps. org.) z pionu dywersji Komendy Okręgu fikcyjnej organizacji niepodległościowej rozpracował i wprowadził w zasadzkę UBP oddział Stanisława Nowaka „Iskry”. W efekcie trzy osoby zostały skazane na karę śmierci. Dwa wyroki wykonano, trzeci wyrok – dla „Iskry” – na mocy amnestii zmieniono na 15 lat więzienia. Strużyński od jesieni 1950 odmawiał konsekwentnie przyjmowania pieniędzy za udział w szpiegowaniu podziemia.  UPB zwracał mu tylko koszty (pewną formą wynagrodzenia była dostarczana mu penicylina, której normalnie nie można było kupić).
Od końca listopada 1951 do stycznia 1952 przebywał w Monachium, rozpracowując Delegaturę Zagraniczną WiN. Poznał tam też uczestników kursu dywersyjnego prowadzonego przy pomocy Amerykanów. Po miesięcznym pobycie wrócił do kraju, przekazując UB – Plan „Wulkan”. W 1952 agent „Teodor” jako „Kazimierz” (ps. org.) uczestniczył w operacji, która zakończyła się ujęciem żołnierzy kpt. Kazimierza Kamieńskiego „Huzara”. Skutkiem jego pracy agenturalnej sześciu z nich, w tym sam „Huzar”, zostali zamordowani w 1953 r. Styl tego mordu zawsze był taki sam, znany z praktyki NKWD – strzał w potylicę, miejsce pochówku – nieznane.
Strużyński doprowadził do ujęcia w 1952 r. dwóch skoczków WiN Stefana Skrzyszowskiego i Dionizego Sosnowskiego. Obaj zostali straceni w Polsce. TW „Teodor” był czynownikiem (stachanowcem) wśród agentów UBP. Uzyskane przez niego informacje od Barbary Zaleskiej posłużyły do prób stworzenia prowokacyjnej Komendy Okręgu Kieleckiego WiN, co zaowocowało aresztowaniami wielu osób na początku 1952.
W operacji „Cezary” brał udział jeszcze z końcem 1952 jako „Artur” i „Feliks” (ps. org.). W lutym 1953 za zaangażowanie w tę grę dostał premię 1500 zł i Srebrny Krzyż Zasługi, który musiał oddać do depozytu. W połowie 1952 UB pomogło mu urządzić się w Warszawie. MBP finansowało mu wczasy, płaciło za ubrania i leczenie. Od końca 1951 regularnie dostawał od MBP pensję w wysokości 1500 zł, a później 2000 zł (w 1952 średnia krajowa wynosiła 652 zł). Mając odpowiednio „zalegendowany” (spreparowany i uwiarygodniony) z pomocą MBP życiorys, zaczął pracę w maju 1953 w Centralnym Zarządzie Radiofonizacji Kraju jako inspektor szkolenia zawodowego i kadr oraz ekonomista. Prócz zarobków z CZRK dostawał z MBP 800 zł wyrównania do wysokości pensji z 1951. Pracował tam do stycznia 1957 r.
W 1949 starał się o przyjęcie do partii komunistycznej. Komitet Miejski PZPR w Krakowie negatywnie ocenił podanie Strużyńskiego. W sprawie przyjęcia do partii w 1953 pisał do MBP:

Przepaść, która wyrosła między mną sprzed 6 lat a tym, którym jestem dzisiaj, to nie tylko dziesiątki bandytów i wrogów Ludowej Ojczyzny, do których unieszkodliwienia przez władze bezpieczeństwa bezpośrednio się przyczyniłem, ale to również głęboka przepaść, jaka mnie dzieli od wszystkiego, co wrogie sprawie socjalizmu – to głęboka świadomość słuszności tej sprawy. [...]. Równocześnie jednak marzeniem mojego życia, najgłębszym i najszczerszym, jest, abym mógł iść dalej jako członek Polskiej Zjednoczonej Partii Robotniczej. Dążę do tego od kilku lat.

 W 1957, po kilku „podejściach”, PZPR przyjęła go w poczet członków – stał się aktywnym prelegentem.
Tajnym współpracownikiem był do stycznia 1957. Od lutego 1957 został kadrowym pracownikiem SB MSW (za zgodą wiceministra MSW Antoniego Alstera). Był podejrzewany o napad z bronią na pocztę w Warszawie w 1957 r. Do wyjaśnienia sprawy zaangażowano Milicję Obywatelską w całej Polsce, w listopadzie 1959 jako potencjalnego sprawcę typował go kpt. MO Srokowski, który kilka lat wcześniej aresztował Strużyńskiego w Krakowie za czyny kryminalne. Na początku 1960 został zwolniony ze służby. Dzięki poparciu osób, które znały dokonania Strużyńskiego w likwidacji podziemia antykomunistycznego, został przywrócony do służby. W 1962 dostał odznakę „10 lat w Służbie Narodu”.
Na rentę odszedł w 1964 w stopniu porucznika MO. MSW do wysługi lat zaliczyła mu pracę agenturalną, począwszy od 1 stycznia 1949. Ostatni awans miał miejsce w 1987 – otrzymał stopień kapitana MO.

### Twórczość literacka
Debiutował jako publicysta na łamach prasy młodzieżowej w 1949 r. Po odejściu z resortu siłowego zajął się pisarstwem. W 1969 otrzymał nagrodę II stopnia Ministra Obrony Narodowej za Niebezpieczne ścieżki i Człowiek stamtąd. W 1974 i 1977 dostał nagrody II stopnia Ministra Spraw Wewnętrznych. W PRL-u był uznanym twórcą tzw. „literatury faktu”, niemającej w istocie wiele wspólnego z prawdą, za to powtarzającej propagandę szkalującą powojenne podziemie antykomunistyczne, zamazującą jego prawdziwy charakter i cele działalności oraz jego zwalczania przez służby specjalne. Te i inne książki zostały oparte na wydarzeniach, w których brał udział jako aktywny agent UB. W 1982 wspólnie z płk. Zbigniewem Pudyszem i płk. Tadeuszem Zalewskim wydał książkę szkalującą Konfederację Polski Niepodległej: KPN – kulisy, fakty, dokumenty.
Był członkiem ZLP, ZAiKS, ZBoWiD, Stowarzyszenia Dziennikarzy RP, Stowarzyszenia Emerytów i Rencistów Resortu Spraw Wewnętrznych RP i Klubu Emerytów i Rencistów Komendy Głównej Policji. Kierował Sekcją Polską Międzynarodowej Asocjacji Literatury Sensacyjnej (AIEP).

## Życie prywatne

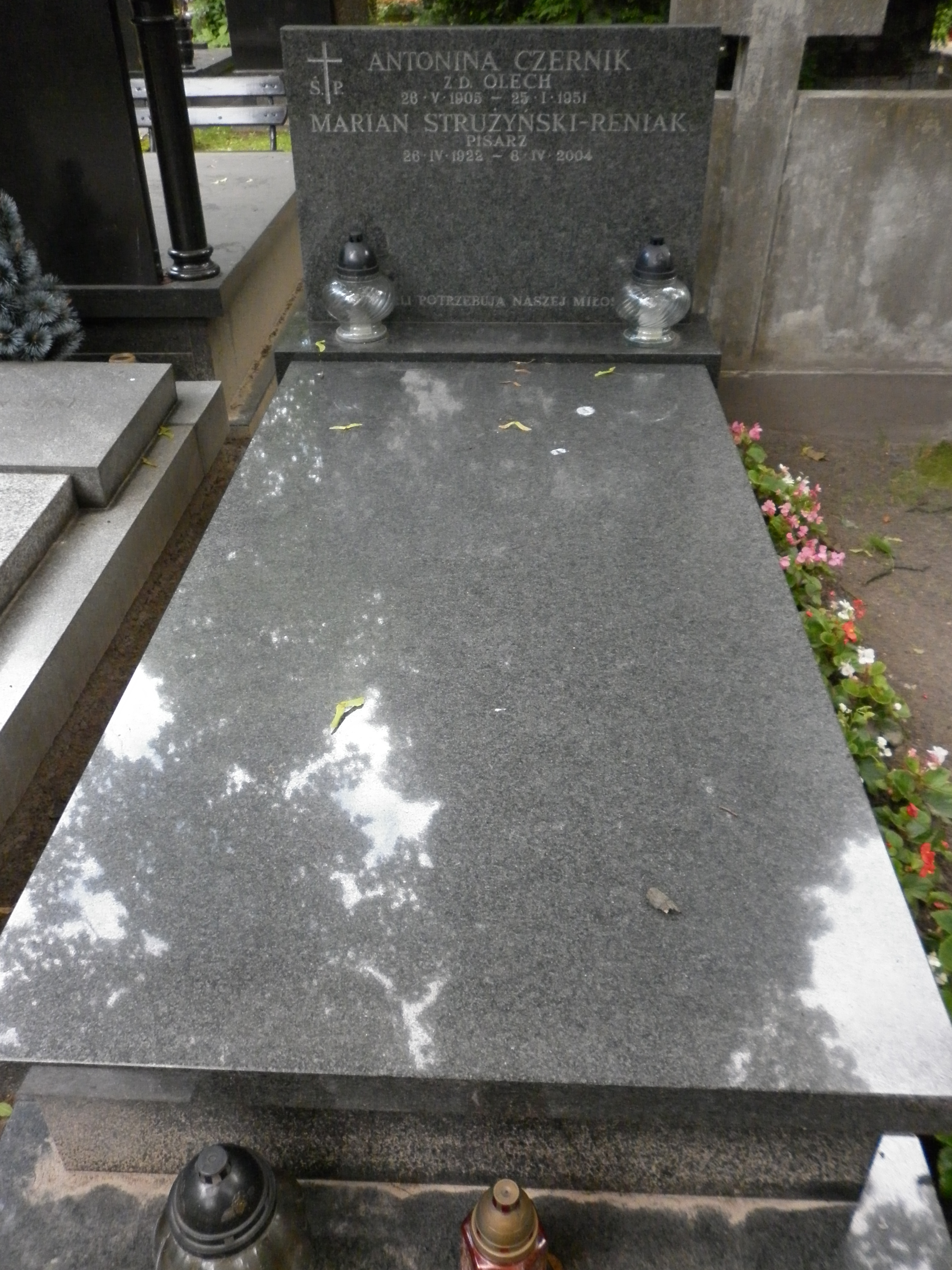
Grób Mariana Strużyńskiego na Cmentarzu Wojskowym na Powązkach

Był blisko spokrewniony z Andrzejem Strugiem, pisarzem. W Krakowie mieszkał w okolicy ulic Podwale i Krupniczej., a od maja 1939 wraz z matką (w separacji z mężem) przy ulicy Pędzichów.
Był dwukrotnie żonaty. Pierwsza żona (1950–1959) – Danuta z d. Rymarz – wiedziała o jego agenturalnej działalności. Po raz drugi ożenił się z Teresą z d. Czernik. Miał dwoje dzieci: córkę Ewę z pierwszego małżeństwa i syna Witolda z drugiego.
Zmarł w 2004 r. Pochowany został na cmentarzu Powązki Wojskowe w Warszawie (kwatera A19-8-20).

## Publikacje

### Samodzielnie
- Niebezpieczne ścieżki
- Człowiek stamtąd
- Droga z Monachium (Wydawnictwo Ministerstwa Obrony Narodowej, 1970)
- Ostatni rejs 1971
- Sam wśród obcych
- Zapomnij o swoim nazwisku 1985 ISBN 83-03-00942-7

### Z Henrykiem Kawką
- Tropem jaszczurki (Wydawnictwo MON, 1965)
- Nie wyłączajcie telefonu : powieść filmowa (Wydawnictwo Śląsk, Katowice 1967)

### ZeZbigniewem Pudyszemi Tadeuszem Zalewskim
- KPN. Kulisy, fakty, dokumenty (Książka i Wiedza, Warszawa 1982, ISBN 83-05-11103-2)

### ZKaweh Pur Rahnama
- Mitra 1988